# Gustav van Treeck

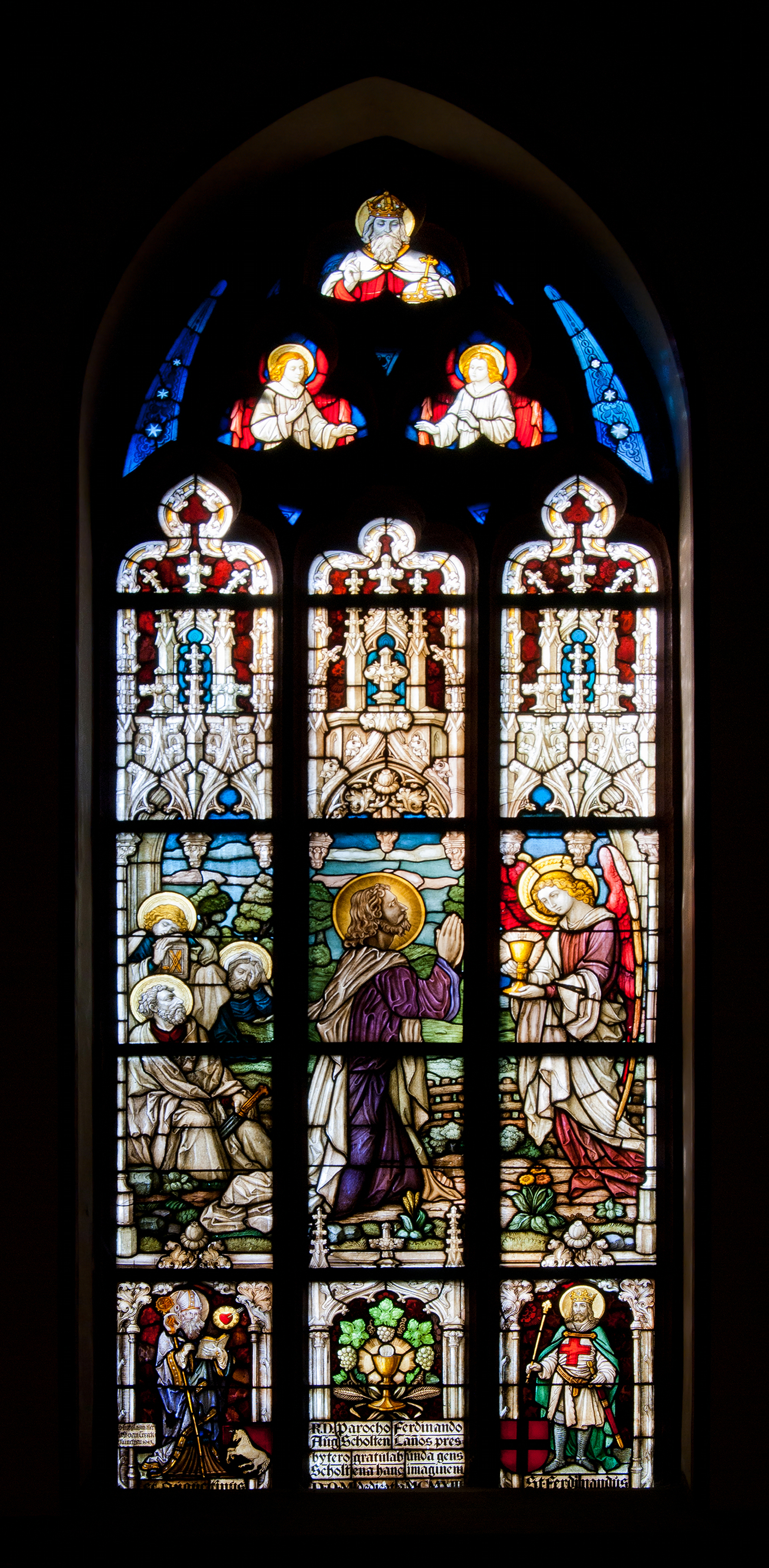
Bleiglasfenster Jesus am Ölberg von 1913 in der katholischen Kirche St. Cyriakus in Krefeld-Hüls

Gustav van Treeck (* 1. Juni 1854 in Hüls bei Krefeld; † 12. Januar 1930 in München, Freistaat Bayern) war ein deutscher Glasmaler.

## Leben
Als Sohn eines Glasmalers geboren, studierte van Treeck 1867 bis Ende 1870 an der Kunstschule Nürnberg bei August von Kreling und Friedrich Wanderer. Ab 1873 war er in München tätig, wo er sich 1887 mit einer eigenen Glasmalereiwerkstatt selbständig machte. Er war Mitglied des Münchner Vereins für Christliche Kunst. 1903 wurde ihm der Titel „Königlich bayerischer Hofglasmaler“ verliehen.
Gustav van Treeck führte vor allem Bleiglasfenster für Kirchen in Deutschland, der Schweiz und den USA aus. Sein Erfolg ist nicht zuletzt durch die Auszeichnung mit Goldenen Medaillen bei den Weltausstellungen in Chicago und Barcelona belegt. Die von ihm gegründete Glasmalereiwerkstatt in München wurde nach seinem Tod von seinen Söhnen Karl van Treeck, Gustav van Treeck jun. und Konrad van Treeck sen. weitergeführt und existiert noch heute.